# Roberto Tucci
Roberto Tucci (Nápoles, Campania, 19 de abril de 1921 - Roma, Lacio, 14 de abril de 2015) fue un cardenal jesuita italiano.

## Biografía
Fue ordenado sacerdote de la Compañía de Jesús el 24 de agosto de 1950 y era doctor en filosofía (Nápoles) y teología (Roma).
Fue redactor de la revista La Civiltà Cattolica, miembro de la Comisión Preparatoria sobre el Apostolado de los Laicos del Concilio Vaticano II y perito que participó en la redacción del decreto Ad gentes, sobre la actividad misionera de la Iglesia, y la constitución pastoral Gaudium et spes, sobre la Iglesia en el mundo actual. 
Fue consultor del Pontificio Consejo para las Comunicaciones Sociales (1965-1989) y miembro del comité editorial de la Instrucción pastoral Communio et progressio, sobre los medios de comunicación social. También fue vicepresidente de la Unión Católica de la Prensa Italiana (1961-1982) y secretario general de la provincia italiana de los jesuitas (1967-1969).
En 1973 fue nombrado director general de Radio Vaticano y desde 1982 se encargó de organizar todas las visitas papales fuera de Italia. Fue presidente de la Comisión Administrativa de Radio Vaticano desde el año 1986 hasta el año 2001.
Fue creado y proclamado cardenal por Juan Pablo II en el consistorio del 21 de febrero de 2001, con el título de S. Ignacio de Loyola a Campo Marzio (San Ignacio de Loyola en Campo Marzio), diaconía elevada pro hac vice a título presbiteral (21 de febrero de 2011).